# اری ایناگاوا
اری ایناگاوا (انگلیسی: Eri Inagawa؛ زادهٔ ۲۸ اکتبر ۱۹۹۳) صداپیشگی در ژاپن اهل ژاپن است. وی از سال ۲۰۱۲ میلادی تاکنون مشغول فعالیت بوده‌است.